# Orde van New Brunswick
De Orde van New Brunswick (Engels: Order of New Brunswick, Frans: Ordre du Nouveau-Brunswick) is een in 2000 ingestelde onderscheiding van de Canadese provincie New Brunswick.
Ieder jaar worden niet meer dan tien burgers van deze staat onderscheiden voor hun culturele, sociale en economische bijdrage aan de leefbaarheid van New Brunswick.
De onderscheiding wordt door de leden om de hals gedragen.